# خانه حسین جوانمردی
خانه حسین جوانمردی مربوط به دوره قاجار است و در شیراز، محله لب آب، کوچه حمام زبیده، پلاک ۱۲ واقع شده و این اثر در تاریخ ۱۰ خرداد ۱۳۸۲ با شمارهٔ ثبت ۸۹۷۳ به‌عنوان یکی از آثار ملی ایران به ثبت رسیده است.